# Matthew Glaetzer
Matthew Glaetzer, född 24 augusti 1992, är en australisk tävlingscyklist som tävlar i bancykling.

## Karriär
Glaetzer är trefaldig världsmästare i lagsprint (2 gånger) och individuell sprint (en gång). Han har även tagit 4 VM-silver och två VM-brons. Vid OS 2024 tog han brons i keirin och ingick i det australiska lag som tog brons i lagsprinten.